# Порт-Морсби
Порт-Мо́рсби (англ. Port Moresby, ток-писин Pot Mosbi) — столица Папуа — Новой Гвинеи.

## Природные условия
Порт-Морсби расположен на низменном юго-восточном побережье острова Новая Гвинея. Климат субэкваториальный морской. В январе-феврале дуют тёплые северные и западные ветры. В мае устанавливается сравнительно холодная сухая погода, которая держится до сентября. Для периода с сентября по декабрь характерно чередование сухой и дождливой погоды. В Порт-Морсби выпадает в год 1200 мм осадков. Приблизительно один раз в сорок лет случаются засухи. В столице преобладают постоянно высокие температуры с небольшим сезонным и суточным колебанием. Средний максимальный показатель составляет +31 °С, средний минимум — +23 °С.
В районе Порт-Морсби преобладает естественная растительность характерная для вечнозелёных тропических лесов. В городе также можно встретить дуб, бук и другие породы деревьев, завезённые из Европы. На океанском побережье распространены мангровые заросли.
| Показатель                    | Янв. | Фев. | Март | Апр. | Май | Июнь | Июль | Авг. | Сен. | Окт. | Нояб. | Дек. | Год  |
| ----------------------------- | ---- | ---- | ---- | ---- | --- | ---- | ---- | ---- | ---- | ---- | ----- | ---- | ---- |
| Абсолютный максимум, °C       | 36   | 36   | 35   | 34   | 33  | 33   | 33   | 33   | 35   | 35   | 36    | 36   | 36   |
| Средний суточный максимум, °C | 31   | 31   | 31   | 31   | 30  | 30   | 29   | 30   | 30   | 31   | 32    | 32   | 31   |
| Средняя температура, °C       | 27   | 27   | 27   | 27   | 26  | 26   | 25   | 26   | 26   | 27   | 27    | 27   | 27   |
| Средний суточный минимум, °C  | 23   | 22   | 22   | 22   | 22  | 22   | 21   | 21   | 22   | 22   | 22    | 23   | 22   |
| Абсолютный минимум, °C        | 20   | 18   | 18   | 16   | 14  | 14   | 13   | 15   | 14   | 16   | 16    | 19   | 13   |
| Норма осадков, мм             | 170  | 200  | 210  | 140  | 60  | 40   | 20   | 30   | 30   | 30   | 60    | 130  | 1170 |
| Источник: Weatherbase         |      |      |      |      |     |      |      |      |      |      |       |      |      |

## Население, язык, вероисповедание
Численность населения Порт-Морсби составляет более 317 тысяч человек. В городе проживают в основном папуасы и меланезийцы, говорящие, в зависимости от принадлежности к определённому племени, более чем на 700 языках и диалектах, среди которых около 200 австронезийских и примерно 500 папуасских. Довольно значимую часть населения представляют австралийцы и европейцы. Более половины китайцев, иммигрировавших в Папуа — Новую Гвинею, являются жителями столицы, однако в общей массе их численность незначительна.
Официальные языки в Папуа — Новой Гвинее — английский, ток-писин, моту и хири-моту. Для межэтнического общения в основном используются два последних. Приблизительно половина населения города может писать и читать как на родном языке, так и на языке межэтнического общения.
Подавляющее большинство населения столицы (около 90 %) исповедуют христианскую веру, причём 60 % — протестантскую и 30 % — католическую. Десятая часть жителей Порт-Морсби придерживается традиционных местных (анимистических) верований.

## История развития города

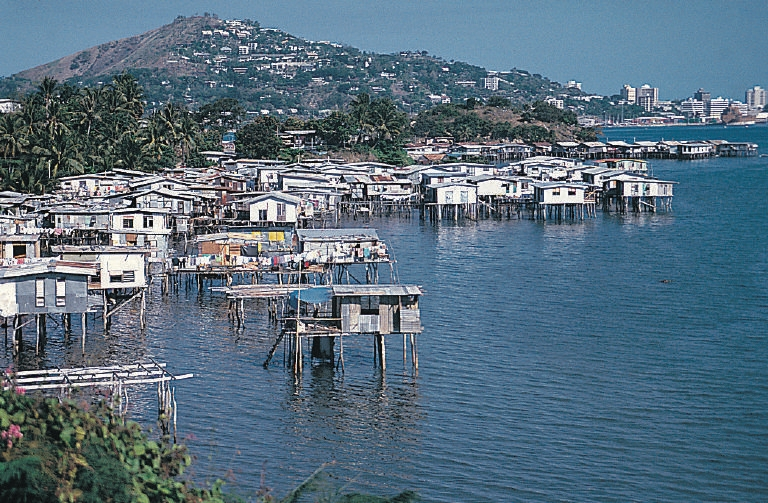
Трущобы бедняков района Хануабаде в Порт-Морсби

В 1873 году в юго-восточной части острова Новая Гвинея высадился английский мореплаватель Джон Морсби. Исследуя побережье, он обнаружил довольно уютную бухту, которую назвал Порт-Морсби, в честь своего отца, адмирала Фэрфакса Морсби. Спустя годы в бухте вырос город, который сохранил её название.
В 1884 году Порт-Морсби вместе со всей юго-восточной частью острова Новая Гвинея вошёл в состав Британской Новой Гвинеи, являющейся английской колонией. В 1906 году колония была передана Австралии и стала называться Территорией Папуа. В 1949 году, после объединения северо-восточной части Новой Гвинеи с Папуа, Порт-Морсби оказался в составе новой административной единицы, получившей название Территория Папуа — Новая Гвинея. В 1964 году в стране прошли всеобщее выборы, в результате которых была сформирована законодательная ассамблея, где большинство мест заняли аборигены. Прекратили действовать законы, ущемлявшие права меланезийцев. В том же 1964 году в Порт-Морсби открылся университет Папуа — Новой Гвинеи. Город постепенно превратился в главный культурный центр страны. В 1973 году Папуа — Новая Гвинея получила право на внутреннее самоуправление, а ещё через два года в 1975 году стала независимым государством со столицей в городе Порт-Морсби.

## Достопримечательности
Исторический центр Порт-Морсби, который жители города называют Таун, находится на выступающем в море полуострове. С расположенного на его оконечности холма Пага, высота которого достигает 100 метров над уровнем моря, открывается полный обзор на город. Вдоль северного побережья Тауна протянулся порт. На южном берегу находится парк Элла-Бич. В центральной части Тауна сохранились здания, возведённые в конце XIX века. Самым старым архитектурным памятником города считается объединённая церковь Элла, возведённая в 1890 году. В северной части города находится большинство правительственных зданий и учреждений. Здесь же возвышается построенное в 1984 году здание парламента, а также размещается большой спортивный комплекс имени сэра Джона Гиса, созданный в конце 1980-х годов, специально для проводившихся в Порт-Морсби в 1991 году Южнотихоокеанских игр.
Недалеко от здания парламента находится Национальный музей и художественная галерея, в экспозиции которого представлены многочисленные материалы по природе, этнографии, культуре и истории Папуа — Новой Гвинеи.
В городе находится главное высшее учебное заведение страны — Университет Папуа — Новой Гвинеи и Национальная библиотека. В Бороко расположена одна из старейших школ государства — Международный католический колледж Святого Иосифа.
В 1969 году был построен Стадион имени сэра Хьюберта Мюррея для проведения Южнотихоокеанских игр.

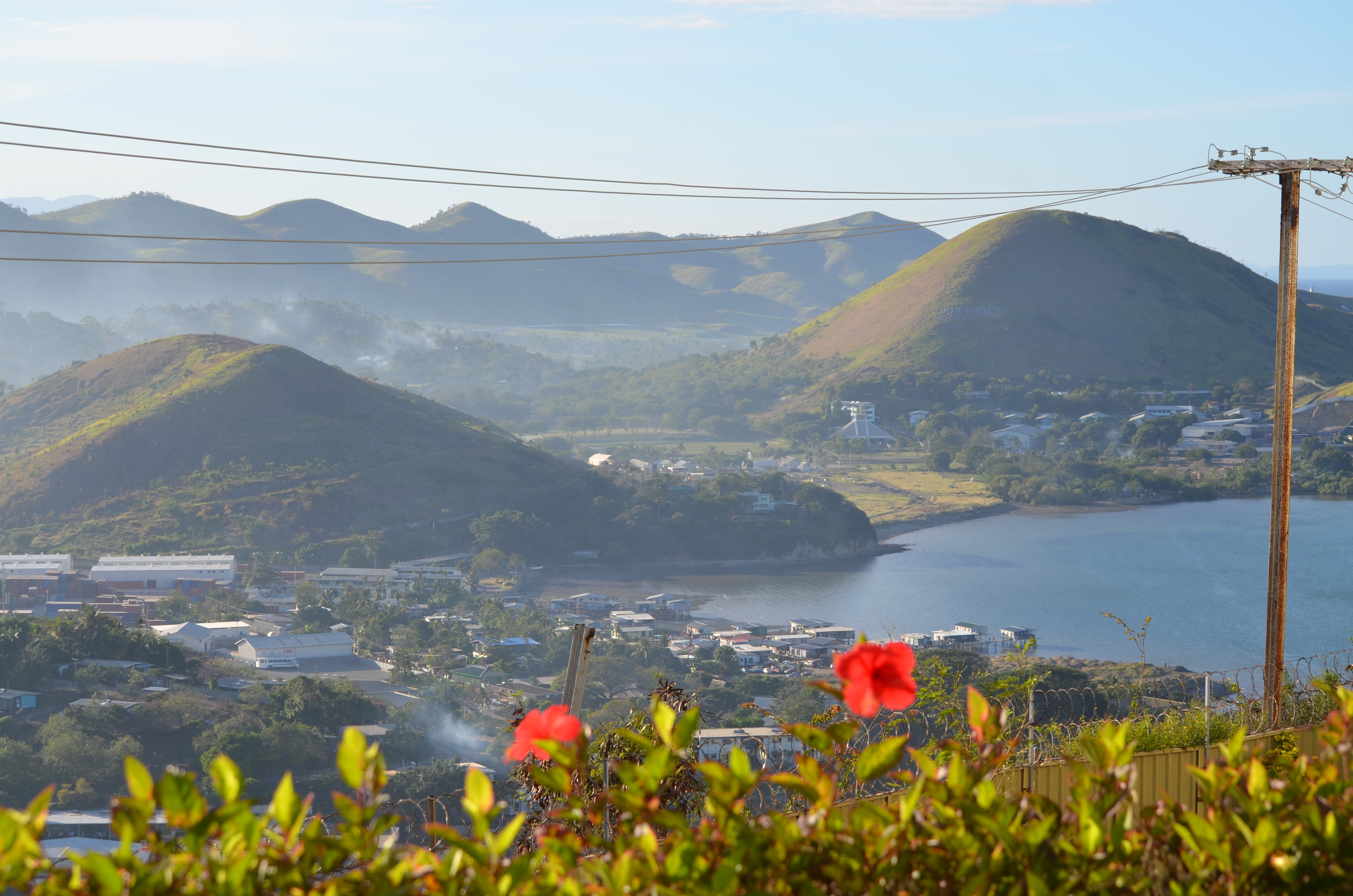
Прибрежный район Порт-Морсби

## Города-побратимы
- Джаяпура, провинция Папуа, Индонезия

### Города-партнёры
- Цзинань, провинция Шаньдун, КНР
- Таунсвилл, штат Квинсленд, Австралия